# Homostelea
Los homostéleos (Homostelea) son una clase extinta de equinodermos homalozoos que incluyen un solo orden, los cinctos (Cincta). Sus fósiles se conocen desde el Cámbrico Medio.

## Características
Presentan un cuerpo en forma de raqueta, ligeramente asimétrica, formado por dos partes principales, la teca y el aulacóforo, un apéndice aplanado. La teca consta de un reborde marginal de placas grandes y alargadas (cinctus) que rodeaba un área central compuesta por numerosas placas más pequeñas.
En la teca existen tres orificios, uno grande en el centro del margen distal (cámara distal) cubierto por un opérculo y que se ha interpretado como la abertura branquial y que representa la principal autapomorfía de este grupo, y dos pequeños, uno a la derecha, la boca, y otro a la izquierda, el ano, por lo que el tubo digestivo tendría forma de "U". Existe un aparato ambulacral birrámeo alojado en unos surcos en la región anterior.
A diferencia de Stylophora y Soluta el aulacóforo es de estructura simple, no está dividido en secciones y parece haber sido bastante rígido.